# 대한적십자사
대한적십자사(大韓赤十字社, Korean Red Cross)는 대한적십자사 조직법에 의해 설립된 특수법인이자, 대한민국 보건복지부 산하 공공기관이다.  
대한적십자사는 전 세계 191개국이 가입한 전 세계적 국제기구인 국제 적십자사·적신월사 연맹의 일원으로 세계에서 가장 오랜 역사를 가지고 있는 적십자사이다. 
1905년 대한제국 시절에 '대한적십자사'라는 이름으로 처음 설립되었으며, 일제 강점기 때 폐지되었다가 1919년 대한민국 임시정부에 의해 다시 설립되었다. 해방 직후인 1947년 '조선적십자사'로 조직되었고, 1949년 '대한적십자사'로 재조직되었다. 
적십자는 국제조약상의 기구로 적십자에 관한 제 협약과 국제적십자운동 기본원칙에 의거 전시와 무력충돌 시에는 제네바 협약에 따른 전시포로·희생자·전상자 치료 및 구호사업을, 평시에는 수재·화재·기아 등 중대한 재난을 당한 자에 대한 구호사업 등의 인도주의 사업을 수행한다. 특히 최근 100년 간의 각종 전쟁터에서 활동을 펼친 대표적인 인도적 구호기관인 국제적십자위원회가 보급하는 국제적십자운동의 기본원칙에 따라 평시 및 전시의 다양한 인도적 지원활동을 수행한다.
보건복지부 산하 기타공공기관으로 지정되어 있으며 본사는 강원특별자치도 원주시 혁신로 50에 위치하고 있다.

## 역사
대한제국 말기인 1903년 1월 8일, 대한제국 정부가 최초의 제네바 협약에 가입하고, 2년 뒤인 1905년 10월 27일 칙령 제47호로 대한적십자사규칙이 제정 반포되며 처음 설립되었다. 초기 대한적십자사 총재는 대한제국 의양군 이재각과 의친왕 이강 등 황족이 맡았다. 그러나 그 해 11월 17일 일본의 강압에 의해 을사조약이 체결되었고, 한일병합 1년 전인 1909년 7월 23일 일본은 소위 칙령이라는 미명하에 대한적십자사를 강제로 폐지해 버렸다.
그 후 대한민국 임시정부는 1919년 8월 29일, 임정 내무부 총장 안창호 명의로 대한적십자회 설립을 공포하였고, 1919년에 설립한 대한적십자회를 모태로 1947년 3월에 조선적십자사를 설립했다. 제1공화국 정부 수립 후인 1949년 10월, 대한적십자사로 재조직되었다. 1955년 9월 28일에 74번째 회원국으로 국제적십자사연맹에 가입했다.

## 조직
회장
- 부회장
  - 재정감독/법률고문
  - 감사실
- 사무총장
  - 인재개발원
  - 원폭피해자사할린동포지원본부

### 본사
- 기획조정실
- 모금전략본부
- 국내사업본부
- 국제사업본부

### 혈액관리본부
- 기획관리국
- 헌혈증진국
- 혈액안전국
- 정보관리국

## 사업장
| 기관명             | 주소                                    |
| ------------------ | --------------------------------------- |
| 본사               | 강원특별자치도 원주시 혁신로 50         |
| 서울사무소         | 서울특별시 중구 소파로 145              |
| 인재개발원         | 강원특별자치도 원주시 혁신로50          |
| 인도법연구소       | 강원특별자치도 원주시 혁신로50          |
| 서울특별시지사     | 서울특별시 성동구 고산자로 356          |
| 부산광역시지사     | 부산광역시 부산진구 동성로 144          |
| 부산회관           | 부산광역시 부산진구 동성로 144          |
| 대구광역시지사     | 대구 중구 태평로 7(달성동 147-2)        |
| 인천광역시지사     | 인천 연수구 함박뫼로 220                |
| 울산광역시지사     | 울산광역시 중구 성안8길 71              |
| 대전세종지사       | 대전광역시 중구 선화서로 19             |
| 경기도지사         | 경기도 수원시 권선구 권광로 129         |
| 강원특별자치도지사 | 강원특별자치도 춘천시 중앙로 17         |
| 충청북도지사       | 충청북도 청주시 흥덕구 가로수로 1000    |
| 충청남도지사       | 충청남도 홍성군 홍북면 충남대로 118     |
| 전북특별자치도지사 | 전북특별자치도 전주시 덕진구 혁신로 463 |
| 광주전남지사       | 광주광역시 북구 매곡로 117              |
| 경상북도지사       | 경상북도 안동시 풍천면 도청대로 489     |
| 경상남도지사       | 경상남도 창원시 의창구 용지로 226       |
| 제주특별자치도지사 | 제주특별자치도 제주시 전농로 7          |

## 사진

#### 인천광역지사
인천 연수구 함박뫼로 220

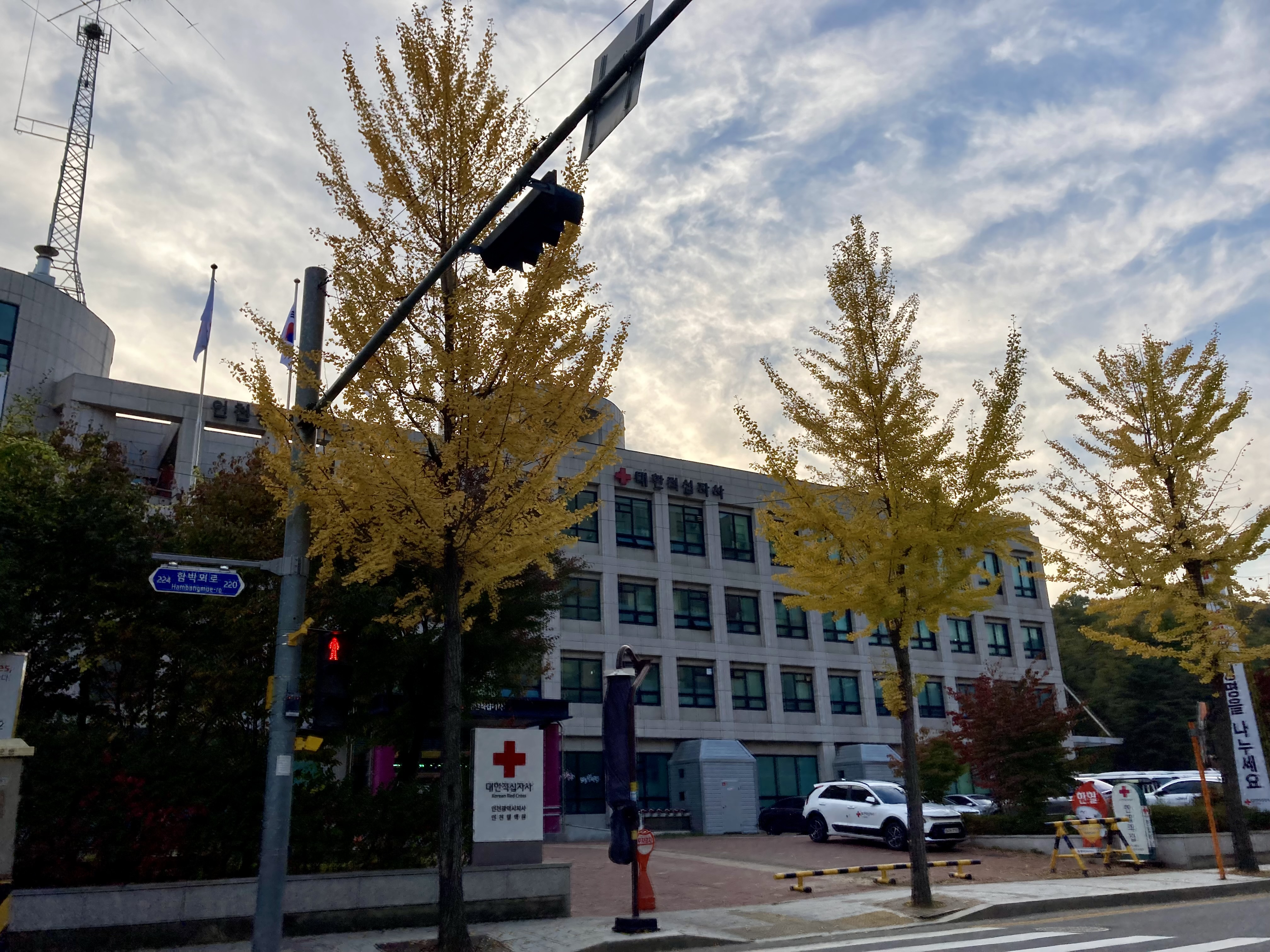
인천지사
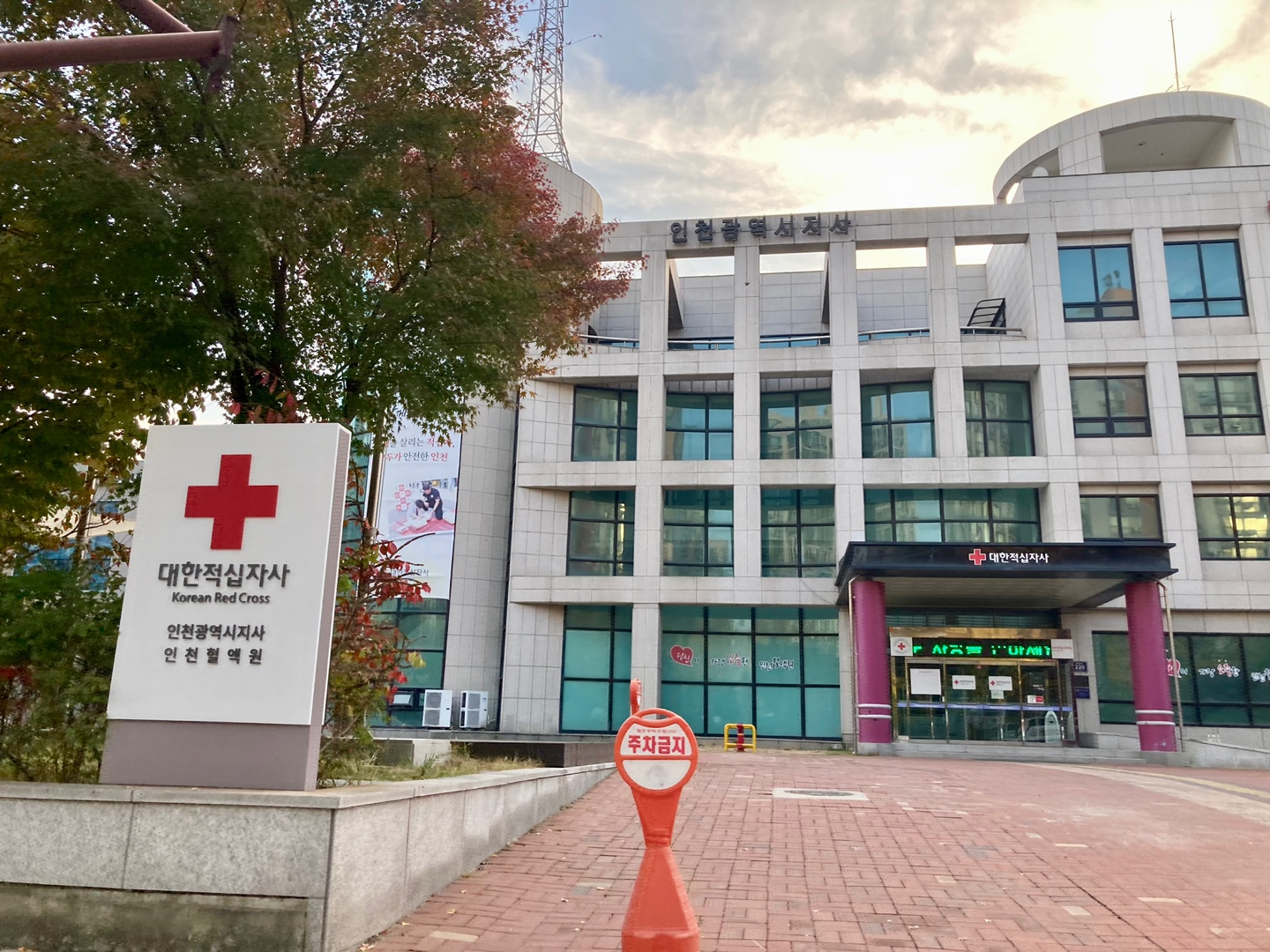
인천지사(정문)
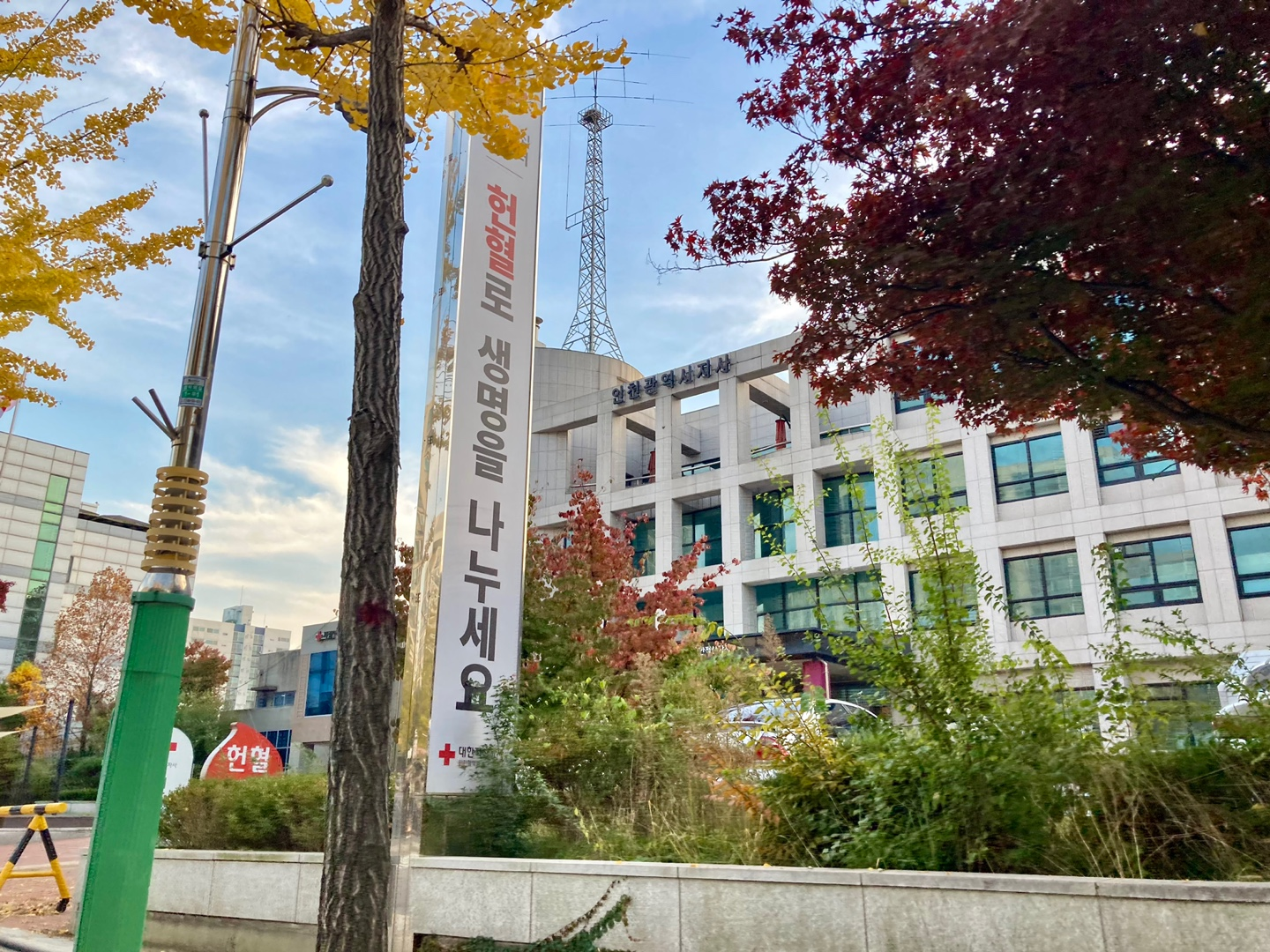
인천지사 외관

## 7대 기본원칙
1. 인도 - 전쟁터에서 부상자를 차별 없이 도우려는 열망에서 탄생한 국제적십자운동은 국제적, 국내적 역량을 발휘하여 어디서든지 인간의 고통을 덜어주고 예방하기 위해 노력한다. 적십자운동의 목적은 생명과 건강을 보호하며 인간의 존엄성을 존중하고 보장하는데 있다. 이러한 적십자운동은 모든 사람들 간의 이해, 우정, 협력 및 항구적 평화를 증진시킨다.
2. 공평 - 국제적십자운동은 국적, 인종, 종교적 신념, 계급 또는 정치적 입장이 다르다고 차별하지 않는다. 오직 개개인의 절박한 필요에 따라 고통을 덜어주고 가장 위급한 재난부터 우선적으로 해결하도록 노력한다.
3. 중립 - 적십자운동은 지속적으로 모든 사람의 신뢰를 받기 위해 적대행위가 있을 때 어느 편에도 가담하지 않고 어떤 경우에도 정치적, 인종적, 종교적 또는 이념적 성격을 띤 논쟁에 개입하지 않는다.
4. 독립 - 적십자운동은 독립적이다. 각국 적십자사는 정부의 인도주의 사업에 대한 보조자로서 국내 법규를 준수하지만 어느 때든지 적십자 원칙에 따라 행동할 수 있도록 항상 자율성을 유지해야 한다.
5. 자발적 봉사 - 적십자운동은 자발적 구호운동으로서 어떤 이익도 추구하지 않는다.
6. 단일 - 한 나라에는 하나의 적십자사만 존재할 수 있다. 적십자사는 모든 사람에게 개방되어야 하며, 그 나라 영토 전역에서 인도주의 사업을 수행해야 한다.
7. 보편 - 국제적십자운동은 각 나라의 적십자사들이 동등한 지위와 책임과 의무를 가지고 서로 돕는 범세계적인 운동이다.

## 업무
- 적십자 제협약에 의한 전시포로 및 희생자 구호사업과 군의료보조기관으로서의 전상자 치료사업
- 천재지변, 비상재해, 화재, 질병 등으로 재난을 당한 이재민에 대한 구호사업
- 전쟁 또는 돌발사태로 인한 외국난민의 수용보호사업
- 병원, 이동진료소, 응급의료정보센터운영등의 의료사업
- 국민헌혈운동추진, 혈액원운영등 혈액사업
- 응급처치법, 수상안전, 산악안전 및 환경보호등 각종 안전사업
- 보건지식, 가정보건, 언어치료, 무료진료등 지역보건사업
- 청소년적십자활동 및 교육사업
- 각종 자원봉사조직운영 및 사회봉사활동
- 종합봉사회관, 민ㆍ군병원봉사실등 각종 복지시설 운영
- 적십자 이념 및 국제인도법 보급
- 국제적십자기구 및 자매적십자사 등과의 상호협력과 지원
- 남북적십자교류사업과 남북적십자회담운영 및 이산가족 재회알선
- 원폭피해자 등 특수복지사업

## 역대 회장

### 대한제국 적십자사 총재
| 대수 | 이름          | 임기            |
| ---- | ------------- | --------------- |
| 1    | 의양군 이재각 | 1905년 7월 24일 |
| 2    | 의친왕 이강   | 1906년 7월 12일 |
| 3    | 의양군 이재각 | 1907년 4월 24일 |

### 대한적십자회 회장 (대한민국 임시정부 주관)
| 대수 | 이름   | 임기                               |
| ---- | ------ | ---------------------------------- |
| 4    | 이희경 | 1910년 8월 20일 ~ 1921년 12월 24일 |
| 5    | 손정도 | 1921년 12월 25일 ~ 1922년 2월 23일 |

### 조선적십자사 총재
| 대수 | 이름   | 임기                         |
| ---- | ------ | ---------------------------- |
| 6    | 김규식 | 1947년 3월 16일 ~ 1948년     |
| 7    | 서재필 | 1948년 6월 9일 ~ 1948년 10월 |
| 8    | 백상규 | 1948년 10월 ~1949년 10월     |

### 대한적십자사 총재
중앙위원회에서 선출하며 대통령의 인준을 받도록 되어 있다. 임기는 3년으로 하고 재선에 관한 규정은 없다. 총재는 대한적십자사를 대표하며 사무를 통리한다.
| 대수 | 이름   | 임기                              |
| ---- | ------ | --------------------------------- |
| 9    | 양주삼 | 1949년 10월 ~ 1950년 6월          |
| 10   | 윤보선 | 1950년 11월 ~ 1952년 9월          |
| 11   | 구영숙 | 1952년 9월 ~ 1954년 2월           |
| 12   | 손창환 | 1954년 4월 ~ 1960년 6월           |
| 13   | 최두선 | 1960년 8월 ~ 1972년 8월           |
| 14   | 김용우 | 1972년 8월 ~ 1975년 7월           |
| 15   | 이호   | 1975년 7월 ~ 1981년 7월           |
| 16   | 김용식 | 1981년 7월 ~ 1982년 8월           |
| 17   | 유창순 | 1982년 8월 ~ 1985년 8월           |
| 18   | 김상협 | 1985년 8월 ~ 1991년 8월           |
| 19   | 강영훈 | 1991년 8월 ~ 1997년 7월           |
| 20   | 정원제 | 1997년 8월 ~ 2000년 7월           |
| 21   | 장충식 | 2000년 8월 ~ 2000년 12월          |
| 22   | 서영훈 | 2000년 12월 ~ 2003년 12월         |
| 23   | 이윤구 | 2003년 12월 ~ 2004년 12월         |
| 24   | 한완상 | 2004년 12월 ~ 2007년 12월         |
| 25   | 이세웅 | 2007년 12월 ~ 2008년 10월         |
| 26   | 유종하 | 2008년 10월 8일 ~ 2011년          |
| 27   | 유중근 | 2012년 3월 14일 ~ 2014년 10월 7일 |
| 28   | 김성주 | 2014년 10월 8일 ~ 2017년 6월 2일  |

### 대한적십자사 회장
'총재'라는 직함명의 지나친 권위성 문제가 제기됨에 따라 2017년 6월 3일부로 총재 직함명이 '회장'으로 변경되었다. 즉 김성주 전 총재 때에 공식 변경되었으나 실제로는 두 명칭이 혼용되었고, 김선향 부회장 권한대행기에도 계속 혼용되었으며 회장 직함명은 29대 박경서 회장이 취임하고 나서부터야 실질적으로 사용되기 시작하였다. 따라서 김성주 전 총재의 경우 직함명만 바뀌었으므로 대수를 28대로 동일하게 본다.
| 대수              | 이름   | 임기                              |
| ----------------- | ------ | --------------------------------- |
| 28                | 김성주 | 2017년 6월 3일 ~ 2017년 6월 30일  |
| (권한대행 부회장) | 김선향 | 2017년 7월 1일 ~ 2017년 8월 17일  |
| 29                | 박경서 | 2017년 8월 18일 ~ 2020년 8월 15일 |
| 30                | 신희영 | 2020년 8월 16일 ~ 2023년 8월 15일 |
| 31                | 김철수 | 2023년 8월 16일 ~                 |

### 명예회장과 명예부회장
대한적십자사 조직법 제14조에 의하여 대한적십자사의 명예회장은 대한민국 대통령이 되고, 명예부회장은 국무총리가 된다.

## 같이 보기
- 조선적십자회
- 국제 적십자 위원회